# Tántalo (Goya)
|  |

El aguafuerte Tántalo es un grabado de la serie Los Caprichos del pintor español Francisco de Goya. Está numerado con el número 9 en la serie de 80 estampas. Se publicó en 1799.

## Interpretaciones de la estampa
Existen varios manuscritos contemporáneos que explican las láminas de los Caprichos. El que se encuentra en el Museo del Prado se tiene como autógrafo de Goya, pero parece más bien despistar y buscar un significado moralizante que encubra significados más arriesgados para el autor. Otros dos, el que perteneció a Ayala y el que se encuentra en la Biblioteca Nacional, realzan la parte más escabrosa de las láminas.
- Explicación de esta estampa del manuscrito del Museo del Prado: Si el fuese más galán y menos fastidioso ella reviviría.[2]

- Manuscrito de Ayala: Si él fuese más galán, ella reviviría. Esto sucede a los viejos que se casan con las mozas.[2]

- Manuscrito de la Biblioteca Nacional: Una buena hembra al lado de un viejo que no la satisface, tiene deliquios, y es como el que tiene sed, está junto al agua, y no pude gustarla.[2]

El nombre dado a la estampa, Tántalo, fue en la mitología griega un rey de Lidia que habiendo invitado a los dioses a su mesa y faltándole comida decidió degollar a su hijo Pélope y servirlo en el festín. Tántalo fue eternamente torturado en el Tártaro. En lo que actualmente es un ejemplo proverbial de tentación sin satisfacción, su castigo consistió en estar en un lago con el agua a la altura de la barbilla, bajo un árbol de ramas bajas repletas de frutas. Cada vez que Tántalo, desesperado por el hambre o la sed, intenta tomar una fruta o sorber algo de agua, estos se retiran inmediatamente de su alcance.

## Técnica del grabado
El dibujo preparatorio a la sanguina, conservado en el Museo del Prado, es muy similar en la composición de las figuras, en el grabado el hombre está más cercano a la mujer aumentando la tensión dramática. La pirámide en construcción del fondo ya apuntada en el dibujo, vuelve en el grabado. La pirámide aparece también en otras obras de Goya.

## Lugar de realización
Bien es sabido el mecenazgo que Goya recibía por parte de la duquesa de Alba, Teresa Cayetana de Silva, y que esta poseía un palacio del siglo XVIII, construido al estilo versallesco en el pueblo de Piedrahíta, (Ávila). En este lugar es donde, se sabe que el pintor pasó varios veranos de su vida, en compañía de la duquesa y de muchos de los ilustrados más importantes de su tiempo, (entre los que cabe destacar a Jovellanos, Valdés, Iglesias... y cómo no al poeta originario de esta villa, José Somoza, que relata algunos de estos episodios en sus "Memorias de Piedrahíta"). Alrededor de esta zona, es donde Goya pintó algunas de sus obras, como el retrato de El Empecinado, el grabado "Las cifras de la mano", (que de hecho aparece fechado y firmado como "Goya en Piedrahíta, año de 1812"), y este grabado, Tántalo, el cual se realizó en una zona de Piedrahíta conocida popularmente como "el esquinazo" de la muralla del palacio. Según la tradición desde allí se dejaban caer aquellas personas que sufrían un amor no correspondido, lo que se corresponde exactamente don la escena que Goya representa en esta estampa.